# Ucla xenogrammus
Ucla xenogrammus е вид бодлоперка от семейство Tripterygiidae. Видът не е застрашен от изчезване.

## Разпространение и местообитание
Разпространен е в Австралия, Американска Самоа, Вануату, Виетнам, Индонезия, Малайзия, Микронезия, Ниуе, Нова Каледония, Остров Рождество, Острови Кук, Палау, Папуа Нова Гвинея, Провинции в КНР, Самоа, Северни Мариански острови, Соломонови острови, Острови Спратли, Тайван, Тайланд, Тонга, Уолис и Футуна, Фиджи, Филипини, Френска Полинезия и Япония.
Обитава океани, морета и рифове. Среща се на дълбочина от 0,8 до 41 m, при температура на водата от 25,2 до 29,3 °C и соленост 32,8 – 35,4 ‰.

## Описание
На дължина достигат до 4,7 cm.